# درويش الحريري
الشيخ درويش الحريري (1881 - 1957) ملحن ومنشد وموشح مصري.

## حياته ونشأته
ولد بقسم الجمالية بالقاهرة عام 1881، فقد إحدى عينيه في العام الأول وفقد العين الثانية وهو في الأربعين من عمره، وقد ولد في عائلة فنية أخوه عبد المنعم الحريري ملحنا.

## حياته
عندما بلغ الثالثة من عمره أرسله والده إلى كتاب الحى ليحفظ القران الكريم فأتم حفظه وهو في التاسعة من عمره على يد أستاذه السيد أبو الهاشم. وبعدها أرسله والده ليدرس في الأزهر الشريف فجود القران الكريم مرة على يد أستاذه الشيخ مبروك حسنين وأخرى على يد أستاذه الشيخ على سبيع وبعد ذلك استمر يدرس العلوم الدينية واللغة العربية وكان حبه للموسيقى والغناء يمثل جانبا جوهريا في شخصيته؛ فدرس مبادئها على يد الشيخ على محمود ثم واصل دراستها ولما بلغ مرحلة النضج سمح له بالتدريس فتعلم على يديه الكثيرون ممن صاروا مشاهير فيما بعد. ومنهم الشيخ عبد السميع بيومي والشيخ سيد الطنطاوي. كما عمل أستاذا بمعهد فؤاد الأول للموسيقى العربية وتخرج على يده الكثير من كبار الموسيقيين الذين صاروا نجوما فيما بعد. ومنهم محمد عبد الوهاب وزكريا أحمد ورياض السنباطي.
وقد ألف الشيخ درويش الحريري الكثير من السماعيات والبشارف والموشحات والأدوار والطقاطيق واشتهر بحسن الخلق والكرم. توفي عام 1957 بالقاهرة عن عمر يناهز سته وسبعين عاما.